# Cattedrale di San Pietro (Namibe)
La cattedrale di San Pietro (in portoghese: Sé Catedral de São Pedro) si trova a Namibe, in Angola, ed è la cattedrale della diocesi di Namibe. La chiesa è stata costruita in cemento nel corso del 1960. È stata progettata dall'architetto Luís Taquelim e ha un aspetto moderno. Volumi in una forma triangolare sono collegati a un volume conico forato da piccole aperture irregolari, su modello della cappella di Notre-Dame du Haut di Le Corbusier.